# Флиш (геология)
Флиш (от нем. fliessen — «течь», швейцарский диалект — Flysch) — геологическая формация, комплекс морских осадочных горных пород, которые имеют преимущественно терригенное происхождение и характеризуются многократно повторяющимся чередованием нескольких закономерно сменяющих друг друга литологических слоев. Независимо от минералогического состава этих слоёв, гранулометрический состав слагающих их пород уменьшается вверх по разрезу, от подошвы к кровле. Суммарная мощность такого комплекса, как правило, составляет несколько тысяч метров.

## История изучения
Н. Б. Вассоевич разработал новые методы изучения этих отложений и создал учение о флише с собственной классификацией и терминологией.

## Описание

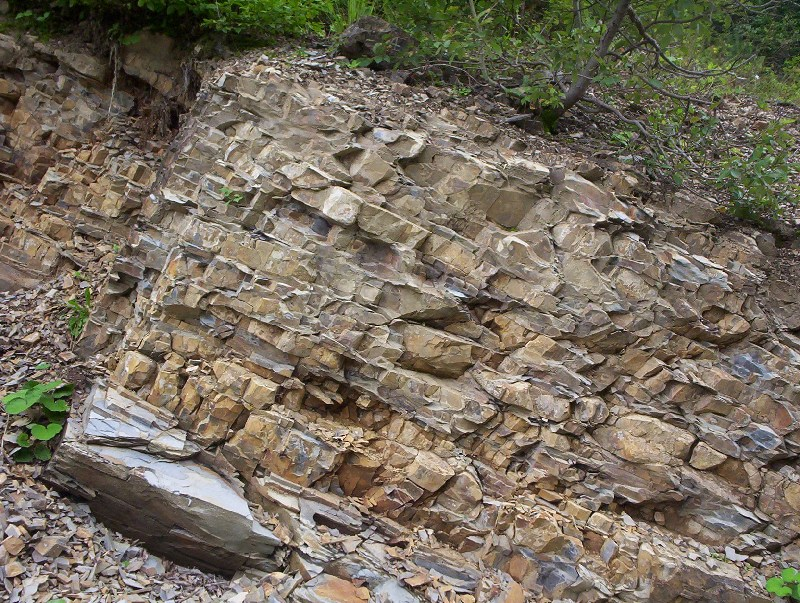
Карпатский флиш

Флишевые формации образуются, как правило, на ранней стадии горообразования, на дне моря (до 2 тысяч метров ниже уровня воды). Циклическое чередование слоёв объясняется процессом осадконакопления — периодически возникавшими «мутьевыми потоками», подводными аналогами селей.
В настоящее время механизм образования флиша описывается следующим образом: огромная масса неконсолидированных, взвешенных в воде осадков «срывается» (как правило, в результате землетрясения) с шельфового склона и с большой скоростью, достигающей 10-15 метров в секунду, обрушивается на дно морского бассейна, после чего некоторое время пребывает в покое, постепенно осаждаясь. Именно этот процесс приводит к появлению основных характерных особенностей флиша: закономерному изменению гранулометрического состава в каждом отдельном слое (поскольку чем мельче обломки, тем медленнее они осаждаются на дно в каждой дискретной «порции» поступающего осадочного материала); псевдо-складчатого характера, выраженной смятости всего комплекса пород и многочисленным разрывным дислокациям, имеющим, как правило, нетектоническое происхождение, формированию в подошве каждого слоя так называемых гиероглифов — отпечатков, «слепков» неровностей микрорельефа дна, на который одномоментно обрушился мутьевой поток; «немоте», крайняя палеонтологическая бедность флишевых толщ, поскольку абразивный, «пескоструйный» характер высокоскоростного потока приводит к разрушению останков морских организмов и практически исключает возможность сохранения органических остатков.
Собственно отложения мутьевых потоков имеют, естественно, терригенный состав. В том случае, если в промежутках между сходами потоков успевают накопиться «фоновые» отложения, характерные для данного морского бассейна, верхнюю часть каждой отдельной флишевой пачки венчают тонко-глинистые, карбонатные или даже кремнистые слои.
Циклы имеют толщину (мощность) от нескольких сантиметров до нескольких дециметров и состоят из 2—4 слоёв. Нижние слои иногда содержат конгломерат или брекчию, переходящие в песчаник, алевролит, обломочный известняк, а верхние составлены пелитами. На нижней поверхности циклов встречаются разнообразные гиероглифы и фукоиды, появляющиеся в результате размытий кратковременными мутьевыми потоками и вследствие жизнедеятельности ползающих по дну червей.
Поверх флиша откладывается моласса, которая формируется позднее, на стадии активного роста горного сооружения, когда предгорный (передовой) прогиб заполняется грубообломочными терригенными отложениями. Ниже флиша располагаются аспидные формации, характерные для глубоководных условий. Флиш найден на Урале (карбон), в Крыму (триас), на Кавказе и Альпах (юра и мел) и в Карпатах (кайнозой).
Иногда к флишу приурочены залежи нефти и минеральных вод. Для кавказского флиша характерны огромные запасы цементного сырья — верхнемеловых известняков и мергелей высокого качества. Открытая разработка ведётся в районе Новороссийска.